# British and Irish Cup 2012-2013
La British and Irish Cup 2012-13 è la 4ª edizione della British and Irish Cup, torneo di rugby a 15 delle Isole britanniche riservato alle squadre di seconda fascia delle federazioni rugbistiche di Galles, Inghilterra, Irlanda e Scozia.
Essa è in svolgimento dal 13 ottobre 2012 e la finale è prevista a maggio 2013.
Si tratta della prima edizione a svolgersi a 32 squadre; le prime tre si tennero tra 24 squadre.

## Squadre partecipanti
La provenienza delle 32 squadre dell'edizione 2012-13 di British Cup è come segue:

### Galles
I 12 club della Welsh Premiership 2012-13:
- Aberavon
- Bedwas
- Bridgend
- Cardiff RFC

- Carmarthen Quins
- Cross Keys
- Llandovery
- Llanelli

- Neath
- Newport
- Pontypridd
- Swansea

### Inghilterra
I 12 club della RFU Championship 2012-13:
- Bedford
- Bristol
- Cornish Pirates
- Doncaster

- Jersey Reds
- Leeds Carnegie
- London Scottish
- Moseley

- Newcastle
- Nottingham
- Plymouth
- Rotherham

### Irlanda
Le squadre A delle quattro franchise irlandesi di Pro12:
- Connacht Eagles
- Leinster A
- Munster A
- Ulster Ravens

### Scozia
Le prime quattro classificate della Scottish Premiership 2011-12:
- Dundee
- Gala
- Melrose
- Stirling County

## Risultati e classifiche 1º turno

### Girone 1

#### Risultati
| Data       | Incontro           | Risultato |
| ---------- | ------------------ | --------- |
| 13-10-2012 | Cardiff — Bristol  | 14-23     |
| 13-10-2012 | Ulster — Bridgend  | 49-19     |
| 20-10-2012 | Bridgend — Cardiff | 25-7      |
| 21-10-2012 | Bristol — Ulster   | 34-28     |
| 8-12-2012  | Bridgend — Bristol | 8-32      |
| 8-12-2012  | Ulster — Cardiff   | 40-14     |
| 14-12-2012 | Bristol — Bridgend | 41-3      |
| 15-12-2012 | Cardiff — Ulster   | 7-34      |
| 11-1-2013  | Ulster — Bristol   | 8-12      |
| 12-1-2013  | Cardiff — Bridgend | 14-24     |
| TBA        | Bridgend — Ulster  |           |
| 2-2-2013   | Bristol — Cardiff  |           |

#### Classifica
|   | Squadra       | G | V | N | P | P+  | P-  | diff. | MF | TB | LB | PT |
| - | ------------- | - | - | - | - | --- | --- | ----- | -- | -- | -- | -- |
| Q | Bristol       | 5 | 5 | 0 | 0 | 142 | 61  | +81   | 17 | 2  | 0  | 22 |
|   | Ulster Ravens | 5 | 3 | 0 | 2 | 159 | 86  | +73   | 20 | 4  | 2  | 18 |
|   | Bridgend      | 5 | 2 | 0 | 3 | 79  | 143 | -64   | 5  | 0  | 0  | 8  |
|   | Cardiff RFC   | 5 | 0 | 0 | 5 | 56  | 146 | -90   | 5  | 0  | 0  | 0  |

### Girone 2

#### Risultati
| Data       | Incontro           | Risultato |
| ---------- | ------------------ | --------- |
| 13-10-2012 | Bedwas — Bedford   | 23-48     |
| 13-10-2012 | Stirling — Neath   | 40-25     |
| 20-10-2012 | Neath — Bedwas     | 45-27     |
| 20-10-2012 | Bedford — Stirling | 87-10     |
| 8-12-2012  | Stirling — Bedwas  | 22-32     |
| 8-12-2012  | Neath — Bedford    | 12-62     |
| 15-12-2012 | Bedwas — Stirling  | 25-26     |
| 15-12-2012 | Bedford — Neath    | 69-23     |
| 12-1-2013  | Stirling — Bedford | 21-24     |
| 12-1-2013  | Cardiff — Bridgend | 9-17      |
| 19-1-2013  | Neath — Stirling   | 35-22     |
| 2-2-2013   | Bedford — Bedwas   |           |

#### Classifica
|   | Squadra         | G | V | N | P | P+  | P-  | diff. | MF | TB | LB | PT |
| - | --------------- | - | - | - | - | --- | --- | ----- | -- | -- | -- | -- |
| Q | Bedford         | 5 | 5 | 0 | 0 | 290 | 89  | +201  | 45 | 5  | 0  | 25 |
|   | Stirling County | 6 | 2 | 0 | 4 | 141 | 228 | -87   | 13 | 2  | 1  | 11 |
|   | Neath           | 6 | 3 | 0 | 3 | 137 | 229 | -72   | 21 | 2  | 0  | 10 |
|   | Bedwas          | 5 | 1 | 0 | 4 | 116 | 158 | -42   | 15 | 2  | 1  | 7  |

### Girone 3

#### Risultati
| Data       | Incontro                           | Risultato |
| ---------- | ---------------------------------- | --------- |
| 13-10-2012 | Swansea — Dundee                   | 43-17     |
| 14-10-2012 | Cornish Pirates — Carmarthen Quins | 44-32     |
| 19-10-2012 | Carmarthen Quins — Swansea         | 41-17     |
| 20-10-2012 | Dundee — Cornish Pirates           | 6-32      |
| 8-12-2012  | Carmarthen Quins — Dundee          | 20-17     |
| 9-12-2012  | Cornish Pirates — Swansea          | 27-9      |
| 15-12-2012 | Dundee — Carmarthen Quins          | 25-23     |
| 15-12-2012 | Swansea — Cornish Pirates          | 10-30     |
| 12-1-2013  | Swansea — Carmarthen Quins         | 8-17      |
| 13-1-2013  | Cornish Pirates — Dundee           | 34-14     |
| 19-1-2013  | Carmarthen Quins — Cornish         | 17-12     |
| 19-1-2013  | Dundee — Swansea                   | 5-11      |

#### Classifica
|   | Squadra          | G | V | N | P | P+  | P-  | diff. | MF | TB | LB | PT |
| - | ---------------- | - | - | - | - | --- | --- | ----- | -- | -- | -- | -- |
| Q | Cornish Pirates  | 6 | 5 | 0 | 1 | 179 | 88  | +91   | 22 | 3  | 1  | 24 |
|   | Carmarthen Quins | 6 | 4 | 0 | 2 | 150 | 123 | +27   | 16 | 2  | 1  | 19 |
|   | Swansea          | 6 | 2 | 0 | 4 | 98  | 137 | -39   | 11 | 1  | 0  | 9  |
|   | Dundee           | 6 | 1 | 0 | 5 | 85  | 163 | -79   | 9  | 0  | 2  | 6  |

### Girone 4

#### Risultati
| Data       | Incontro               | Risultato |
| ---------- | ---------------------- | --------- |
| 13-10-2012 | Newport — Connacht     | 18-14     |
| 13-10-2012 | Newcastle — Cross Keys | 52-5      |
| 19-10-2012 | Connacht — Newcastle   | 3-34      |
| 20-10-2012 | Cross Keys — Newport   | 20-24     |
| 8-12-2012  | Cross Keys — Connacht  | 17-12     |
| 8-12-2012  | Newport — Newcastle    | 10-26     |
| 15-12-2012 | Connacht — Cross Keys  | 31-16     |
| 16-12-2012 | Newcastle — Newport    | 93-0      |
| 12-1-2013  | Newport — Cross Keys   | 27-27     |
| 12-1-2013  | Newcastle — Connacht   | 16-6      |
| TBA        | Connacht — Newport     |           |
| 1-2-2013   | Cross Keys — Newcastle |           |

#### Classifica
|   | Squadra         | G | V | N | P | P+  | P-  | diff. | MF | TB | LB | PT |
| - | --------------- | - | - | - | - | --- | --- | ----- | -- | -- | -- | -- |
| Q | Newcastle       | 5 | 5 | 0 | 0 | 221 | 24  | +197  | 34 | 4  | 0  | 22 |
|   | Newport         | 5 | 2 | 1 | 2 | 79  | 180 | -101  | 8  | 0  | 0  | 10 |
|   | Cross Keys      | 5 | 1 | 1 | 3 | 85  | 146 | -61   | 9  | 1  | 1  | 8  |
|   | Connacht Eagles | 5 | 1 | 0 | 4 | 66  | 101 | -35   | 4  | 0  | 2  | 6  |

### Girone 5

#### Risultati
| Data       | Incontro              | Risultato |
| ---------- | --------------------- | --------- |
| 13-10-2012 | Jersey — Pontypridd   | 20-20     |
| 13-10-2012 | Leinster — Leeds      | 47-18     |
| 20-10-2012 | Pontypridd — Leinster | 25-23     |
| 21-10-2012 | Leeds — Jersey        | 27-33     |
| 8-12-2012  | Jersey — Leinster     | 12-16     |
| 9-12-2012  | Leeds — Pontypridd    | 24-30     |
| 15-12-2012 | Pontypridd — Leeds    | 25-8      |
| 16-12-2012 | Leinster — Jersey     | 44-13     |
| 12-1-2013  | Leinster — Pontypridd | 21-9      |
| 12-1-2013  | Jersey — Leeds        | 12-27     |
| 19-1-2013  | Leeds — Leinster      | 30-30     |
| TBA        | Pontypridd — Jersey   |           |

#### Classifica
|   | Squadra        | G | V | N | P | P+  | P-  | diff. | MF  | TB | LB | PT |
| - | -------------- | - | - | - | - | --- | --- | ----- | --- | -- | -- | -- |
| Q | Leinster A     | 6 | 4 | 1 | 1 | 181 | 107 | 74    | +24 | 3  | 1  | 22 |
|   | Pontypridd     | 5 | 3 | 1 | 1 | 109 | 96  | 13    | 11  | 1  | 0  | 15 |
|   | Leeds Carnegie | 6 | 1 | 1 | 4 | 134 | 177 | –43   | 17  | 2  | 2  | 10 |
|   | Jersey Reds    | 5 | 1 | 1 | 3 | 90  | 134 | –44   | 7   | 0  | 1  | 7  |

### Girone 6

#### Risultati
| Data       | Incontro                   | Risultato |
| ---------- | -------------------------- | --------- |
| 13-10-2012 | Gala — London Scottish     | 27-23     |
| 13-10-2012 | Moseley — Llanelli         | 36-26     |
| 20-10-2012 | London Scottish — Moseley  | 37-41     |
| 20-10-2012 | Llanelli — Gala            | 38-28     |
| 8-12-2012  | Gala — Moseley             | 18-11     |
| 9-12-2012  | London Scottish — Llanelli | 24-15     |
| 15-12-2012 | Llanelli — London Scottish | 32-23     |
| 15-12-2012 | Moseley — Gala             | 16-13     |
| 11-1-2013  | Moseley — London Scottish  | 13-12     |
| 12-1-2013  | Gala — Llanelli            | 20-33     |
| 19-1-2013  | London Scottish — Gala     | 32-0      |
| 20-1-2013  | Llanelli — Moseley         | 40-17     |

#### Classifica
|   | Squadra         | G | V | N | P | P+  | P-  | diff. | MF | TB | LB | PT |
| - | --------------- | - | - | - | - | --- | --- | ----- | -- | -- | -- | -- |
| Q | Llanelli        | 6 | 4 | 0 | 2 | 184 | 148 | +36   | 22 | 3  | 0  | 19 |
|   | Moseley         | 6 | 4 | 0 | 2 | 134 | 146 | -12   | 15 | 2  | 1  | 19 |
|   | London Scottish | 6 | 2 | 0 | 4 | 151 | 128 | 23    | 18 | 2  | 3  | 13 |
|   | Gala            | 6 | 2 | 0 | 4 | 106 | 153 | -47   | 13 | 1  | 1  | 10 |

### Girone 7

#### Risultati
| Data       | Incontro             | Risultato |
| ---------- | -------------------- | --------- |
| 13-10-2012 | Aberavon — Rotherham | 21-25     |
| 13-10-2012 | Plymouth — Munster   | 22-26     |
| 20-10-2012 | Munster — Aberavon   | 19-11     |
| 20-10-2012 | Rotherham — Plymouth | 59-26     |
| 8-12-2012  | Rotherham — Munster  | 21-36     |
| 8-12-2012  | Aberavon — Plymouth  | 20-21     |
| 14-12-2012 | Munster — Rotherham  | 9-9       |
| 14-12-2012 | Plymouth — Aberavon  | 59-0      |
| 12-1-2013  | Aberavon — Munster   | 14-18     |
| 12-1-2013  | Plymouth — Rotherham | 3-21      |
| 18-1-2013  | Munster — Plymouth   | 15-0      |
| TBA        | Rotherham — Aberavon |           |

#### Classifica
|   | Squadra   | G | V | N | P | P+  | P-  | diff. | MF | TB | LB | PT |
| - | --------- | - | - | - | - | --- | --- | ----- | -- | -- | -- | -- |
| Q | Munster A | 6 | 5 | 1 | 0 | 123 | 77  | 46    | 15 | 1  | 0  | 23 |
|   | Rotherham | 5 | 3 | 1 | 1 | 135 | 95  | 40    | 15 | 1  | 0  | 15 |
|   | Plymouth  | 6 | 2 | 0 | 4 | 131 | 141 | –10   | 18 | 2  | 1  | 11 |
|   | Aberavon  | 5 | 0 | 0 | 5 | 66  | 142 | –76   | 6  | 0  | 3  | 3  |

### Girone 8

#### Risultati
| Data       | Incontro                | Risultato |
| ---------- | ----------------------- | --------- |
| 13-10-2012 | Doncaster — Melrose     | 29-30     |
| 13-10-2012 | Llandovery — Nottingham | 28-21     |
| 19-10-2012 | Nottingham — Doncaster  | 13-27     |
| 20-10-2012 | Melrose — Llandovery    | 14-29     |
| 7-12-2012  | Nottingham — Melrose    | 54-24     |
| 8-12-2012  | Llandovery — Doncaster  | 13-16     |
| 15-12-2012 | Melrose — Nottingham    | 20-32     |
| 15-12-2012 | Doncaster — Llandovery  | 29-30     |
| 12-1-2013  | Doncaster — Nottingham  | 12-14     |
| 12-1-2013  | Llandovery — Melrose    | 34-12     |
| 19-1-2013  | Melrose — Doncaster     | 21-17     |
| TBA        | Nottingham — Llandovery |           |

#### Classifica
|   | Squadra    | G | V | N | P | P+  | P-  | diff. | MF | TB | LB | PT |
| - | ---------- | - | - | - | - | --- | --- | ----- | -- | -- | -- | -- |
| Q | Llandovery | 5 | 4 | 0 | 1 | 134 | 92  | +42   | 17 | 3  | 1  | 20 |
|   | Nottingham | 5 | 3 | 0 | 2 | 136 | 113 | +23   | 17 | 2  | 1  | 15 |
|   | Doncaster  | 6 | 2 | 0 | 4 | 132 | 123 | +9    | 16 | 2  | 4  | 14 |
|   | Melrose    | 6 | 2 | 0 | 4 | 121 | 195 | -74   | 15 | 1  | 0  | 9  |